# هانس-یورگن گرهارد
هانس-یورگن گرهارد (انگلیسی: Hans-Jürgen Gerhardt؛ زادهٔ ۵ سپتامبر ۱۹۵۴) ورزشکار بابسلد اهل آلمان بود.